# Set the Controls for the Heart of the Sun
Set the Controls for the Heart of the Sun és un tema del grup britànic Pink Floyd que apareix en el tercer lloc del segon àlbum A Saucerful of Secrets de 1968. Fou escrita per Roger Waters a partir d'un recull de poesies de la dinastia Tang xinesa.
Figura en el disc en directe Ummagumma, també en el vídeo Pink Floyd: Live at Pompeii.
Set the Controls for the Heart of the Sun (« Posa el cap en el cor del sol ») es descompon de la manera clàssica de dues estrofes, un tros instrumental i una tercera i darrera és el refrany. La melodia dels refranys, simple i lineal, és molt oriental. L'instrumental central es divideix en dues parts: un crescendo on l'orgue, pràcticament sol al principi, es deixa a poc a poc submergir per la guitarra, fins a una explosió sonora que acaba en una simple línia d'orgue que marca el principi de la segona part. Llavors són les vibracions d'orgue i acords de guitarra que creen un ambient especial, units per la base i en algun moment per la bateria, abans de revenir al tema de la darrera estrofa que s'envà en els últims acords d'orgue.

## Actuacions en viu

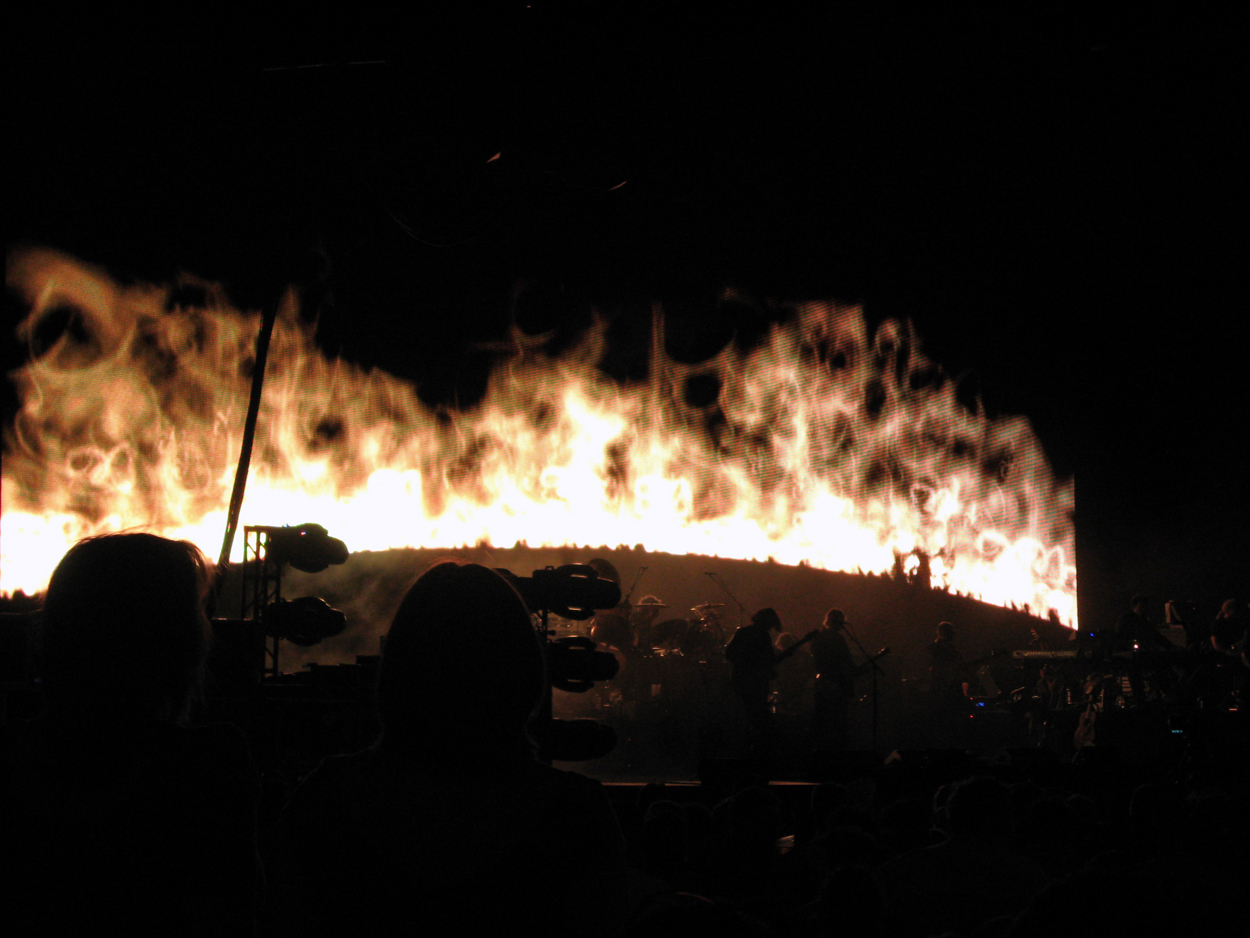
Waters interpretant la cançó en la seva gira The Dark Side of the Moon Live

Pink Floyd va interpretar la cançó des de 1967 fins a 1973. En un concert del 9 de setembre de 1967 Barrett i Waters es van intercanviar les guitarres.
Roger Waters la va reprendre més tard en les seves gires en solitari, en una versió totalment refeta en els arranjaments, guitarra i saxofon sobretot.

## Crèdits
- Roger Waters - veu, baix, gong
- David Gilmour - guitarres
- Syd Barrett - guitarres (en la versió de A Saucerful of Secrets)
- Richard Wright - piano, orgue
- Nick Mason - bateria